# T-19
Il T-19 era un carro armato leggero sovietico prodotto nel periodo interbellico. Concepito come il pilastro delle nuove forze corazzate sovietiche, era un'evoluzione del T-18, a sua volta basato sul carro francese Renault FT, risalente alla prima guerra mondiale. Quando entrò in produzione nel 1931 il carro era quindi già obsoleto. Il progetto venne interrotto in favore del T-26, basato sul moderno Vickers 6-Ton.

## Storiɑ

### Decisioni politiche
La decisione della sessione del Consiglio Militare Rivoluzionario  del 17-18 luglio 1929 pose l'industri della difesa di fronte ad un problema complessoː creare un nuovo veicolo militare in pochissimo tempo, ovvero il "carro cingolato T-19 basico". Il bureau GBK OAT venne incaricato del progetto nell'autunno dello stesso anno. Il termine di consegna del progetto venne fissato ottimisticamente per il 15 gennaio 1930, ma le numerose denunce e critiche verso i progettisti e le intromissioni dei capi dell'Armata Rossa rallentarono pesantemente il processo di progettazione ed alcuni prototipi parziali vennero semplicemente smantellati. Nonostante i vari problemi, l'ispezione sul prototipo finito ebbe luogo il 1 marzo 1930.

### Produzione
La produzione dei primi T-19 iniziò nel giugno 1931 ed alla fine di agosto iniziarono le consegne. Tuttavia le caratteristiche del carro si dimostrarono inferiori alle aspettative, il peso superava quello delle specifiche e la produzione risultava estremamente complessa. Tutto ciò era aggravato dal fatto che gli stock aziendali di carri Vickers 6-Ton erano disponibili immediatamente a costi inferiori. Così nel 1931 le attività sul T-19 vennero interrotte e tutte le energie vennero dirottate sulla produzione di serie di un derivato del Vickers, il T-26.

## Tecnica
Il T-19 venne concepito come la punta di lancia delle grandi unità mobili dell'URSS. I requisiti principali del carro erano:
- la capacità di superare alla massima velocità la maggioranza delle fortificazioni campali e dei reticoli spinati senza l'aiuto della coda (presente sui derivati del FT-17 francese).
- una potenza di fuoco tale da assicurare la superiorità sul campo di battaglia contro tutti i contemporanei veicoli da combattimento della stessa massa.
- una corazzatura capace di proteggere l'equipaggio dalle pallottole di fucili e mitragliatrici a tutte le distanze e da grate da 37 mm da oltre 1.000 metri.

In accordo con tali specifiche, la massa del carro non doveva superare le 7,3 tonnellate, la velocità massima doveva raggiungere i 30 km/h su terreno buono grazie ad un motore da 100 hp; l'armamento doveva essere basato su un cannone da 40 mm e due mitragliatrici; la corazzatura compresa tra 18 e 20 mm. La realizzazione del T-19 venne assegnata al bureau di Semën Aleksandrovič Ginzburg.
Le sospensioni, punto critico dei carri dell'epoca, furono mutuate da quelle del carro francese Renault NC. Lo scafo del T-19 era più lungo di quello del T-18 ed offriva migliori prestazioni senza la classica coda, la cui rimozione riduceva inoltre le vibrazioni longitudinali dello scafo stesso.

### Corazza
La forma dello scafo era critica in termini di protezione. Spesso gli storici sostengono che le piastre inclinate (per aumentare la protezione) furono usate per la prima volta sul T-34. Ciò non corrisponde a realtà. Sul T-19 i progettisti non potevano superare la massa consentita e usarono piastre corazzate di uno spessore massimo di 16 mm; il successo del T-19 dipendeva quindi dalle piastre inclinate, come quelle proposte da Ginzburg a M. I. Taršinovym, già impegnato negli stabilimenti ChPZ nella produzione del T-12/T-24.

### Armamento
L'armamento principale era costituito dal cannone semiautomatico da 37 mm M1930 in torretta brandeggiabile; quello secondario da due mitragliatrici DT, una sulla parte frontale dello scafo vicino alla postazione dell'operatore radio ed una nella torretta. L'armamento in torretta venne prodotto in due versioniː una con armi su affusti indipendenti ed una con le armi accoppiate.
La torretta era la stessa del T-18. Il cannone non poteva essere prodotto subito in massa e mano a mano che si rendeva disponibile venne utilizzato anche sui carri della serie BT. Il previsto motore esacilindrico da 100 hp raffreddato ad aria di produzione nazionale non venne realizzato e l'installazione del più grande motore Franklin da 95 hp richiese la riprogettazione della scatola del cambio, il riposizionamento di componenti ed un vano motore più grande. Il ̤T-19 richiedeva cuscinetti a sfera che all'epoca non venivano prodotti in Russia e dovevano essere acquistati all'estero. Il prezzo finale del carro variava inoltre in funzione dell'installazione di equipaggiamenti per la guerra chimica, dispositivi di galleggiamento ed altri accessori.

### Protezione da agenti chimici
Il T-19 fu il primo carro progettato per operare in condizioni di guerra chimica, equipaggiato con un dispositivo di ventilazione forzata da 180 m³/h di aria filtrata, capace di neutralizzare fosgene, acido cianidrico, acido picrico, monossido di carbonio e vapori tossici per 3 ore, dopo le quali l'equipaggio doveva sostituire i filtri (con altre 3 ore di autonomia) oppure ricorrere alle maschere antigas individuali.

### Manovrabilità
Il T-19 era dotato di equipaggiamento di galleggiamento, costituito da galleggianti pneumatici o scheletrati, che potevano essere distaccati dall'equipaggio dall'interno del veicolo. Per la produzione di serie vennero adottati i galleggianti dell'ingegnere navale B.S. Smirnov. Inizialmente vi era l'intenzione di montare due eliche rimovibili per la propulsione in acqua, ma infine il carro venne dotato di speciali "cingoli acquatici", creati nel 1931.
Il carro non era dotato di coda ma poteva superare trincee e fossati di due metri grazie alla sola propria lunghezza. Invece, per superare trincee di 2,5–3 m di larghezza, due carri T-19 potevano essere accoppiati raddoppiando la lunghezza del complesso grazie a speciali agganci predisposti sul retro e sulla parte frontale dello scafo.
Per la sorveglianza del campo di battaglia il carro non era più dotato di semplici feritoieː inizialmente vennero previste ottiche stroboscopiche del tipo usato sul carro di E. Grote, sostituiti poi da visori con vetri blindati del tipo "simplex-triplex" facilmente sostituibili.